# Воскресенский, Николай Антипович
Никола́й Анти́пович Воскре́сенский (1847 — после 1907) — русский архитектор и реставратор, автор гражданских и церковных зданий в Москве.

## Биография
В 1869 году окончил Московское училище живописи, ваяния и зодчества со званием классного художника архитектуры. В 1872—1875 годах работал городским архитектором Кунгура. В 1877—1885 годах служил архитекторским помощником при чертёжной Московской Дворцовой конторы. В 1885 году состоял архитектором Межевой канцелярии. В 1888—1894 годах работал московским участковым архитектором. Предположительно, в начале 1890 годов состоял также сверхштатным техником Строительного отделения Московского губернского правления. Уволен со службы в 1894 году.
Сочетался браком с туккумской мещанкой Курляндской губернии Гали Александровной Лерман.
У него был сын Олег (23.09.1902 — 22.04.1907), крестным отцом которого являлся Василий Петрович Загорский. Скончался от скарлатины и был похоронен на Ваганьковском кладбище. 

## Постройки
- Перестройка жилого дома (1875, Большой Головин переулок, 22)[1];
- Боковые приделы церкви Троицы Живоначальной при богадельне им. кн. Н. А. Черкасской (1886, Москва, Ленинградский проспект, 16, стр. 2), выявленный объект культурного наследия[1][5][6][7];
- Склады Товарищества водочного завода, складов вина, спирта и русских и иностранных виноградных вин П. А. Смирнова (1888—1889, Москва, Садовническая улица, 57, стр. 1, 4), выявленный объект культурного наследия[6];
- Реставрация и отделка приделов церкви Благовещения Пресвятой Богородицы, что на Житном дворе (1892, Москва, Московский Кремль, пристроена к Благовещенской башне), снесена в 1932 году[8];
- Павильон парфюмерной фабрики Прокофьева на Всероссийской выставке (1896, Нижний Новгород, Канавино), не сохранился[1];
- Церковь Николая Чудотворца, Софии Мученицы и Марии Египетской при учреждениях им. кн. С. С. Щербатовой (1899, Москва, Воронцовский переулок, 2), не сохранилась[9];